# Ferrovia Orbe-Chavornay
La ferrovia Orbe-Chavornay (OC) è una breve linea del Canton Vaud che collega il centro abitato di Orbe alla stazione ferroviaria di Chavornay.

## Storia
Orbe dista circa quattro chilometri da Chavornay, località raggiunta dalla ferrovia nel maggio 1856 (treni della Compagnie des Chemins de fer de l'ouest suisse). Vista la presenza ad Orbe di industrie molitorie e di uno stabilimento della Nestlé, un collegamento con la rete ferroviaria si rendeva più che mai necessario. Dopo diversi tentativi infruttuosi da parte del comune di Orbe per un collegamento alla rete ferroviaria nazionale, nel 1888 un comitato creato dai cittadini di Orbe venne incaricato di studiare la realizzazione di una ferrovia da Orbe a Chavornay e di una centrale idroelettrica azionata dalle acque del fiume Orbe che avrebbe alimentato la linea e illuminato le strade cittadine.
Ottenuta nel 1890 la concessione federale, il 16 novembre 1891 si costituì la società Usines de l'Orbe (UO) per costruire ed esercitare la ferrovia e per la produzione e la distribuzione dell'elettricità. I lavori di costruzione durarono dal giugno 1892 all'aprile del 1894, e il 17 aprile 1894 venne aperto al traffico il collegamento a scartamento normale tra Orbe e Chavornay. Data la breve distanza che obbligava ad una ascesa del 30 per mille, fu deciso di realizzarne l'elettrificazione a corrente continua a 750 volt e vennero acquistate tre unità di trazione: la linea fu la prima ferrovia svizzera a scartamento normale ad essere elettrificata.
Il traffico passeggeri rimase modesto mentre il crescente volume di quello merci, a partire dal 1900, richiese locomotive più potenti.
Nel 1992 venne deciso, a seguito del crescente deficit della ferrovia, di scorporare dalla UO il ramo d'azienda relativo alla linea, creando la società  OC, Société du chemin de fer Orbe-Chavornay (OC), che dal 1° gennaio 1993 rilevò la concessione della linea. La nuova società restava strettamente legata alla UO ma ne era finanziariamente indipendente.
Il 1º giugno 2003 la direzione della ferrovia venne assunta dalla Transports Vallée de Joux, Yverdon-les-Bains, Sainte-Croix (Travys), la quale assorbì per fusione la OC il 27 giugno 2008 con effetto retroattivo dal 1º gennaio 2008.
L'11 novembre 2024 sono iniziati i lavori per l'ammodernamento della linea, in seguito ai quali la ferrovia verrà inclusa nei servizi della Rete celere del Vaud; è previsto un allungamento di circa 700 metri della linea, il raddoppio per un chilometro tra Chavornay e il canale di Entreroches, l'ammodernamento della stazione di Orbe e nuove stazioni a Les Granges e Saint-Éloi.

## Caratteristiche
La ferrovia, a scartamento normale, è lunga 3,981 km ed è elettrificata a corrente continua con la tensione di 750 V; la pendenza massima è del 28,51 per mille, il raggio minimo di curva è di 90 metri, la velocità massima ammessa di 80 km/h. È interamente a binario unico.

### Percorso
| Head station |

| Unknown route-map component "hKRZWae" |

| Stop on track |

|  | Straight track + Unknown route-map component "BS2c2" | Unknown route-map component "dSTR3h+l" | Unknown route-map component "dCONTfq" |

| Unknown route-map component "d" | Unknown route-map component "vBHF-DST" |

| Unknown route-map component "dCONTgq" | One way rightward + Unknown route-map component "SHI2g+l" | Unknown route-map component "dBS2c4" |

| Small bridge over water |

| Small bridge over water |

| Small bridge over water |

| Unknown route-map component "cd" + Unknown route-map component "KDSTaq" | Unknown route-map component "ABZq+l" | Unknown route-map component "ABZgr" | Unknown route-map component "cd" |  |

| Unknown route-map component "dSTR" | Unknown route-map component "vKDSTa-STR" |  |

| Unknown route-map component "dCONTf" | Unknown route-map component "v-SHI2g+r" |  |

| Unknown route-map component "LSTRq" | Unknown route-map component "TBHFe" | Unknown route-map component "LSTRq" |

Da Chavornay a Les Granges la linea corre parallela alla strada cantonale; attraversato il fiume Orbe si giunge ad Orbe.

## Materiale rotabile

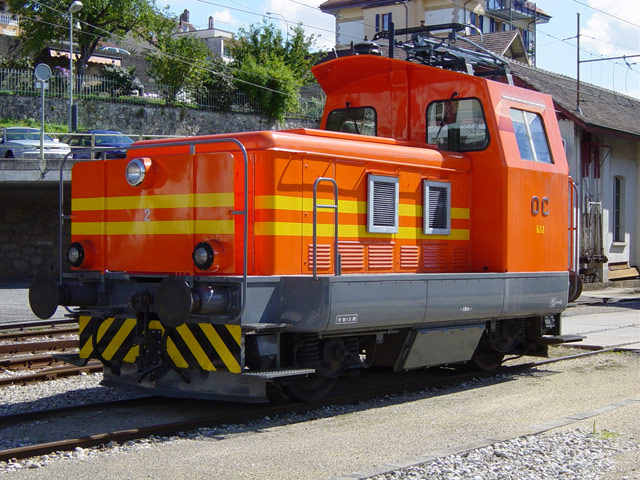
Locomotore elettrico Ee 2/2 2

Allo stato attuale Travys ha in servizio i seguenti mezzi (ai quali sono da aggiungere vari carri di servizio):
Elettromotrici
- BDe 4/4 13 (1920)
- Be 2/2 14 (1990)
- BDe 4/4 15 L'Orbe (1960/2006)
- De 2/2 32 (1902)

Carrozze semipilota
- Bt 51 La Sihl (1960/2006)

Locomotive da manovra
- Ee 2/2 1–2 (1970)
- Em 3/3 3 (1985/2012)

Trattori
- Tm 238 305 (1962/2000)

### Materiale motore - prospetto di sintesi
| Tipo                  | Matricola      | Anno di costruzione | Costruttore         | Note                                                                             |
| --------------------- | -------------- | ------------------- | ------------------- | -------------------------------------------------------------------------------- |
| Automotrice           | Fe 2/2 31      | 1894                | SIG-CIE             | automotrice bagagliaio, fino al 1909 Fe 2/2 1, radiata nel 1947                  |
| Automotrice           | Fe 2/2 32      | 1902                | SWS-MFO             | automotrice bagagliaio, fino al 1909 Fe 2/2 2, dal 2020 al WAGI Museum Schlieren |
| Automotrice           | Ce 2/2 1       | 1894                | SIG-CIE             | fino al 1908 Ce 2/2 11, demotorizzata nel 1919                                   |
| Automotrice           | CFe 2/2 11     | 1895                | SIG-CIE             | fino al 1908 CFe 2/2 1, dal 1974 al Museo svizzero dei trasporti                 |
| Automotrice           | CFe 4/4 12     | 1915                | SIG-CIE             | accantonata nel 2002                                                             |
| Automotrice           | CFe 4/4 13     | 1920                | SIG-CIE             | dal 2017 alla Buckower Kleinbahn                                                 |
| Automotrice           | Fe 2/2 33      | 1920                | SWS-MFO             | automotrice bagagliaio, successivamente demotorizzata                            |
| Locomotive elettriche | Ee 2/2 1÷2     | 1970                | SIG-MFO             |                                                                                  |
| Locomotiva Diesel     | Em 3/3 3       | 1985                | Henschel            |                                                                                  |
| Automotrice           | Be 2/2 14      | 1990                | Stadler-ABB         | demolita nel 2023                                                                |
| Automotrice           | BDe 4/4 15     | 1960                | SWS-MFO             | ex SZU (Uetlibergbahn) BDe 4/4 13, acquistata nel 2006, demolita nel 2022        |
| Automotrici           | Be 4/8 003÷004 | 1994                | DUEWAG-ABB          | ex Albtalbahn (Stadtbahn Karlsruhe), in servizio dal 2022                        |
| Locomotiva Diesel     | Tm 238 305     | 1962                | RACO                | da manovra, ex FFS, dal 2000 alla Pont-Brassus, acquistata nel 2006              |
| Locomotiva Diesel     | Am 842 705     | 2004                | Vossloh             | ex Tamoil Collombey, acquistata nel 2016                                         |
| Locomotiva Diesel     | Am 846 601     | 1960                | Brissonneau et Lotz | acquistata nel 2020                                                              |